# التضليل الإعلامي في حرب غزة

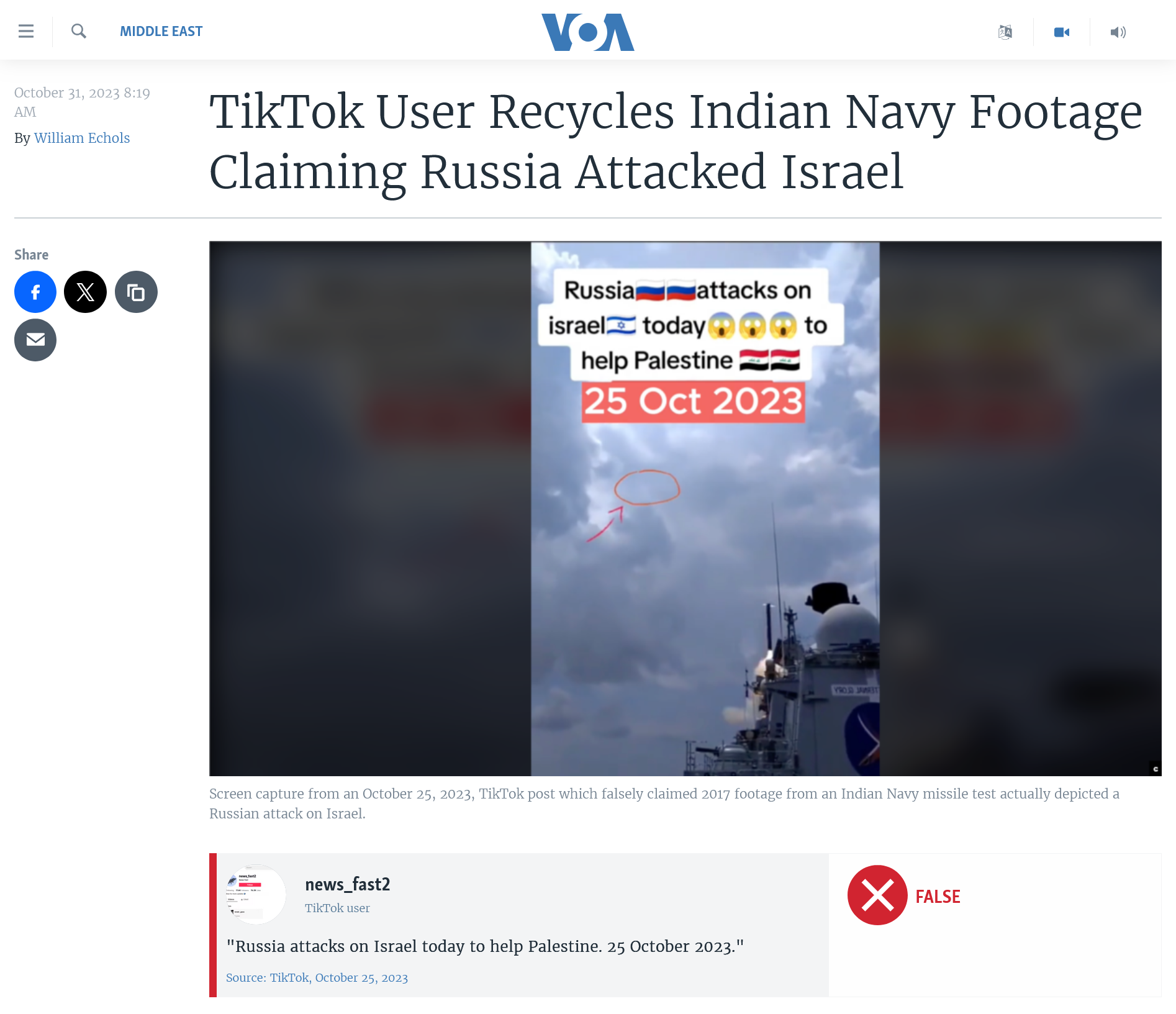
تحقق من صحة ما نشرته إذاعة صوت أميركا ينفي ادعاءً مفاده أن روسيا هاجمت إسرائيل في أكتوبر 2023، والذي نفته أيضًا وكالة رويترز.

كان التضليل والمعلومات المضللة التي تتضمن توزيع معلومات كاذبة أو غير دقيقة أو مضللة بطريقة أخرى سمة بارزة ومنتشرة في كل مكان في حرب غزة. وكان الكثير من المحتوى منتشرًا على نطاق واسع عبر الإنترنت، مع تداول عشرات الملايين من المنشورات على وسائل التواصل الاجتماعي. وقد ساهمت مجموعة متنوعة من المصادر، بما في ذلك المسؤولون الحكوميون، والمنافذ الإعلامية، والمؤثرون على وسائل التواصل الاجتماعي في مختلف البلدان، في انتشار هذه المعلومات غير الدقيقة والأكاذيب.
ووصفت صحيفة نيويورك تايمز بداية الحرب على غزة بأنها أطلقت «طوفاناً من الدعاية والمعلومات المضللة عبر الإنترنت» كان «أكبر من أي شيء رأيناه من قبل». ووصفت الصراع بأنه «يتحول بسرعة إلى حرب عالمية عبر الإنترنت» وذكرت أن روسيا والصين وإيران ووكلائها استخدموا وسائل الإعلام الحكومية وحملات التأثير السرية على شبكات التواصل الاجتماعي لدعم حماس وتقويض إسرائيل وانتقاد الولايات المتحدة والتسبب في الاضطرابات. ووصف جيمس روبين من مركز المشاركة العالمية ‏ التابع لوزارة الخارجية الأمريكية التغطية الإعلامية للصراع بأنها تندرج في إطار «حرب معلوماتية غير معلنة مع دول استبدادية».
خلال الصراع، نشرت الحكومة الإسرائيلية وشركات الإنترنت الإسرائيلية أدوات الذكاء الاصطناعي ومزارع الروبوتات لنشر المعلومات المضللة والدعاية الصارخة والعاطفية والكاذبة لإهانة الفلسطينيين، وزرع الانقسام بين مؤيدي فلسطين، وممارسة الضغط على السياسيين لدعم تصرفات إسرائيل. وقد أشار موقع ذا إنترسبت إلى أن «في قلب حملة الحرب الإعلامية الإسرائيلية مهمة تكتيكية تهدف إلى نزع الصفة الإنسانية عن الفلسطينيين وإغراق الخطاب العام بسيل من الادعاءات الكاذبة التي لا أساس لها من الصحة ولا يمكن التحقق منها». وقد تم تكليف إحدى هذه الحملات السرية من قبل وزارة شؤون الشتات الإسرائيلية. وقد خصصت الوزارة نحو مليوني دولار لهذه العملية، واستخدمت شركة التسويق السياسي ستووك ومقرها تل أبيب لتنفيذها، وذلك وفقًا للمسؤولين والوثائق التي استعرضتها صحيفة نيويورك تايمز. بدأت الحملة بعد هجوم 7 أكتوبر، وظلت نشطة على إكس (تويتر سابقًا) في وقت تقرير نيويورك تايمز في يونيو 2024. في ذروة الحملة، استخدمت مئات الحسابات المزيفة التي تنتحل صفة الأميركيين على إكس وفيسبوك وإنستغرام لنشر تعليقات مؤيدة لإسرائيل، مع التركيز على المشرعين الأميركيين، وخاصة السود ومن الحزب الديمقراطي، بما في ذلك حكيم جيفريز، زعيم الأقلية في مجلس النواب من نيويورك، ورافائيل وارنوك، السيناتور من جورجيا. تم نشر شات جي بي تي لتوليد العديد من المنشورات. وشملت الحملة أيضًا إنشاء ثلاثة مواقع إخبارية مزيفة باللغة الإنجليزية تعرض مقالات مؤيدة لإسرائيل. في نوفمبر 2024، أشار تقرير صادر عن لجنة تابعة للأمم المتحدة إلى أن شركات وسائل التواصل الاجتماعي الغربية قامت بإزالة المحتوى الذي يُظهر التضامن مع الشعب الفلسطيني بشكل غير متناسب مقارنة بالمحتوى الذي يروج للعنف ضد الفلسطينيين.
في أبريل 2025، أفاد موقع أخبار موقع الإسقاط ‏، نقلاً عن بيانات ووثائق سربها المبلغون عن المخالفات ومصادر مستقلة متعددة من ميتا، أن منصات ميتا كانت منخرطة في حملة صارمة على المنشورات التي تنتقد إسرائيل أو تُظهر الدعم للشعب الفلسطيني. وأظهرت بيانات موقع الإسقاط أن شركة ميتا امتثلت لـ 94% من طلبات الإزالة التي قدمتها الحكومة الإسرائيلية منذ بداية حرب غزة، حيث كانت إسرائيل أكبر مصدر لطلبات الإزالة على مستوى العالم. وقالت شركة موقع الإسقاط إن 38.8 مليون منشور آخر عبر فيسبوك وإنستغرام تمت إزالتها تلقائيًا أو قمعها أو حظر مؤلفيها، لإسكات الانتقادات الموجهة لإسرائيل.

## حول هجوم 7 أكتوبر
في 7 أكتوبر 2023، زعم نائب رئيس المكتب السياسي لحركة حماس، صالح العاروري (المقيم في لبنان)، أن كتائب القسام «أسرت ضباطاً كباراً من جيش الاحتلال» في هجمات 7 أكتوبر. انتشرت شائعة على مواقع التواصل الاجتماعي مفادها أن أحد هؤلاء الضباط هو اللواء نمرود ألوني، قائد فيلق العمق الإسرائيلي، وذلك استنادًا إلى صورة لرجل يشبهه أثناء اعتقاله من قبل مسلحين مجهولين. وقد نقلت إحدى منشورات قوات الاحتلال الإسرائيلية باللغة الفارسية منشورًا عن أسره من وكالة أنباء تسنيم وكتبت «تسنيم: موزعو الأخبار الكاذبة للحرس الثوري الإسلامي» دون نفي أو تأكيد أسر ألوني. وفي وقت لاحق، شوهد ألوني في 8 أكتوبر/تشرين الأول وهو يحضر اجتماعًا لكبار المسؤولين العسكريين الإسرائيليين.
تم اتهام صبي إسرائيلي وأخواته الذين قُتلوا خلال هجوم حماس على كيبوتس نير عوز في السابع من أكتوبر/تشرين الأول زوراً بأنهم «متسببون في أزمة».
ادعى العديد من الأشخاص على وسائل التواصل الاجتماعي أن الصورة التي نشرتها إسرائيل والتي تُظهر جثة طفل متفحمة، تم إنشاؤها بواسطة الذكاء الاصطناعي، استنادًا إلى كاشف الذكاء الاصطناعي «AI or Not». وكررت قناة الجزيرة العربية هذا الادعاء. وقالت الشركة التي تقف وراء «AI or Not» في وقت لاحق إن النتيجة كانت إيجابية خاطئة ناجمة عن ضغط الصورة واسم العلامة غير الواضح؛ ووجد العديد من الخبراء الذين نظروا إلى الصورة أنها حقيقية. ادعى مستخدمو وسائل التواصل الاجتماعي الآخرون، استنادًا إلى منشور على موقع فورتشان، أن الصورة قد تم تعديلها من صورة مشابهة لكلب، على الرغم من أن الباحثة تينا نيكوخاه وجدت أن صورة الكلب في الواقع هي التي من المحتمل أن تكون «مزورة باستخدام أساليب توليدية».
بدأت مجموعة زاكا، وهي منظمة تطوعية تعمل في مجال الإسعاف والإنقاذ، في جمع الجثث فورًا بعد هجمات حماس، في حين تجنبت قوات الاحتلال الإسرائيلية تعيين جنود من قيادة الجبهة الداخلية الذين تم تدريبهم على استعادة وتوثيق بقايا البشر بعناية في حالات ما بعد الإرهاب. اتهم جنود قيادة الجبهة الداخلية ومتطوعون من منظمات أخرى متطوعي زاكا بنشر قصص مرعبة عن الفظائع التي لم تحدث من أجل الترويج لأنفسهم بالإضافة إلى «إصدار صور حساسة ورسومية لصدمة الناس ودفعهم إلى التبرع» وغير ذلك من السلوكيات غير المهنية. ذكرت صحيفة تايمز أوف إسرائيل أن «متطوعًا من منظمة أخرى صرّح لصحيفة هآرتس أن زاكا قامت أيضًا بتغليف الجثث مرتين في أكياسها الخاصة بعد وضعها في حقائب جيش الاحتلال الإسرائيلي أو منظمات أخرى، مما تسبب في فوضى في المقر الرئيسي عندما وُضعت الجثث في الأقسام الخاطئة.» وذكرت هآرتس أن هذا التغليف المزدوج كان لأغراض الترويج الذاتي: «في مواقع الهجوم، لم يكن السؤال المطروح هو ما يجب تصويره فحسب، بل أيضًا ما يجب إظهاره بالضبط. في بعض الحالات، شوهد متطوعون من زاكا وهم يغلفون الجثث ملفوفة بالفعل في حقائب جيش الاحتلال الإسرائيلي. وقد عرضت الحقيبة الجديدة شعار زاكا بشكل بارز».

### مزاعم قطع رؤوس الأطفال
في أعقاب الهجوم الأولي الذي شنته حماس، ادّعى شهود عيان من الجنود الإسرائيليين والقوات الإسرائيلية ومنظمة زاكا الإسرائيلية في لقاءات أجرتها قناة آي 24 نيوز التلفزيونية الإسرائيلية الفرنسية إنهم شاهدوا جثث أطفال رضع مقطوعة الرؤوس في موقع كفار عزة. أثناء زيارة وزير الخارجية الأمريكي أنتوني بلينكن إلى إسرائيل، قال إنه عُرضت عليه صور المذبحة التي ارتكبتها حماس بحق المدنيين والجنود الإسرائيليين، وعلى وجه التحديد أنه رأى جنود جيش الاحتلال الإسرائيلي مقطوعي الرؤوس. وقال الرئيس الأمريكي جو بايدن بشكل منفصل إنه رأى أدلة فوتوغرافية على قيام الإرهابيين بقطع رؤوس الأطفال، لكن البيت الأبيض أوضح لاحقًا أن بايدن كان يشير إلى تقارير إخبارية عن قطع الرؤوس، والتي لم تتضمن أو تشير إلى أدلة فوتوغرافية. وصفت قناة إن بي سي نيوز التقارير التي تحدثت عن «قطع رؤوس 40 طفلاً» بأنها مزاعم غير مؤكدة، وأضافت أنها تبدو «صادرة عن جنود إسرائيليين وأشخاص تابعين لقوات الاحتلال الإسرائيلية». وأضافوا أيضًا أن «مسؤولًا إسرائيليًا صرح لشبكة سي إن إن بأن الحكومة لم تؤكد مزاعم قطع الرؤوس». وقد نشأ هذا الادعاء بشكل أساسي من مقطع فيديو إخباري إسرائيلي انتشر على نطاق واسع، وكانت الحسابات الرئيسية التي روجت لهذه الادعاءات على منصة إكس (تويتر) هي آي 24 نيوز والحساب الرسمي الإسرائيلي، على الرغم من أن المتحدث باسم وزارة الاحتلال الإسرائيلية دورون سبيلمان صرح لشبكة إن بي سي نيوز أنه لا يستطيع تأكيد تقرير آي 24 نيوز. اعتبارًا من 12 أكتوبر، قامت شبكة سي إن إن بمراجعة مكثفة لمحتوى الوسائط عبر الإنترنت للتحقق من الفظائع المزعومة المتعلقة بحماس، لكنها لم تجد أي دليل يدعم مزاعم قطع رؤوس الأطفال.

### مزاعم العنف الجنسي
وذكرت وكالة أسوشيتد برس أن اثنين من متطوعين زاكا أدلوا بتصريحات كاذبة حول العنف الجنسي والاغتصاب في السابع من أكتوبر. وادعى حاييم أوتمازغين، أحد قادة زاكا، أنه عثر على امرأة تعرضت للاغتصاب بسبب سحب بنطالها إلى أسفل خصرها. وقد عرض الصور على وكالة أسوشيتد برس كجزء من شهادته. لكن تبين لاحقا أن الجثة كانت ملقاة على الأرض بسبب جرها من قبل جنود الاحتلال للتأكد من عدم وجود عبوة ناسفة فيها. وقال أوتمازجين إنه قام بتصحيح نفسه علنًا بعد أن علم بما حدث.
وزعم أعضاء منظمة زاكا، ومن بينهم أوتمازجين وسيمشا جرينيمان، أن لديهم صورًا تُظهر تشويه الأعضاء التناسلية، بما في ذلك المسامير والسكاكين التي تم إدخالها في الفخذ والأعضاء التناسلية. وتم تبادل هذه المعلومات مع بعثة تقصي الحقائق التابعة للممثل الخاص للأمين العام للأمم المتحدة المعني بالعنف الجنسي في حالات الصراع براميلا باتن، وكذلك مع شبكة إن بي سي نيوز. وخلص كلاهما إلى أنه لا يمكن التحقق من هذه الادعاءات استنادًا إلى الصور المقدمة. ومع ذلك، خلص تقرير باتن إلى أنه على الرغم من عدم إمكانية تحديد النطاق الدقيق للعنف الجنسي، فقد وقعت خمس حالات اغتصاب على الأقل في السابع من أكتوبر/تشرين الأول.
وفيما يتعلق بالمزاعم التي تربط المسلحين الفلسطينيين بالاعتداءات الجنسية التي وقعت في السابع من أكتوبر/تشرين الأول، أشارت صحيفة التايمز إلى أن التحقيقات تعطلت بسبب «معلومات كاذبة ومضللة» نشرها «شخصيات سياسية إسرائيلية رفيعة المستوى ونشطاء مدنيون مرتبطون بالحكومة». وذكر تقرير للأمم المتحدة بشأن هذه الادعاءات أن السلطات الإسرائيلية لم تتمكن من تقديم الأدلة التي قال السياسيون إنها موجودة.

#### زعم قتل امرأة حامل مع جنينها
يوسي لاندو، وهو أحد المتطوعين في زاكا، يزعم أنه وجد امرأة حامل مقتولة بعد إزالة الجنين من رحمها. وقد ثبت خطأ هذا أيضًا. وعندما تم تحديه، عرض لاندو إظهار صورة على هاتفه للجنين المطعون لقناة الجزيرة، لكن تم تصويره وهو يعترف بأنه غير قادر على فعل ذلك.
بعد فترة وجيزة من السابع من أكتوبر، أنشأ كوخاف إلكايام ليفي، الخبير القانوني من معهد ديفيس للعلاقات الدولية في الجامعة العبرية في القدس، والمحامي السابق للحكومة الإسرائيلية، والعضو السابق في وحدة المتحدث العسكري والشريك المقرب من رئيس الوزراء نتنياهو، «اللجنة المدنية للتحقيق في جرائم حماس في السابع من أكتوبر ضد النساء والأطفال»، والتي تهدف إلى إعطاء صوت للضحايا وأسرهم. في يونيو 2024، ذكرت صحيفة التايمز أن إلكايام ليفي نشر «قصة مفبركة» عن «امرأة حامل وجنينها المذبوح»، بينما نشر أيضًا «صورًا لجنديات مقتولات تبين أنها صور لمقاتلين أكراد في سوريا». وأضافت التايمز: «مع ذلك، ظل إلكايام ليفي الصوت العام الأبرز بشأن العنف الجنسي في 7 أكتوبر، وفاز بأعلى وسام مدني في البلاد، جائزة إسرائيل، في أبريل».

### دعوى وفاة طفل في الفرن
في خطاب ألقاه أمام الائتلاف اليهودي الجمهوري ‏ في 28 أكتوبر، ادعى إيلي بير، مؤسس مجموعة خدمات الطوارئ الطبية الإسرائيلية القائمة على المتطوعين «يونايتد هتسلاه ‏»، أن حماس أحرقت طفلاً حياً في فرن. وقد نسب هذا الادعاء إلى أحد متطوعي منظمة هاتزالاه المتحدة؛ وكان أحدهم، آشر موسكوفيتز، قد أعلن هذا الادعاء علنًا أيضًا. وكرر ذلك الصحفي دوفيد إيفوني، والمعلق جون بودوريتز، وآخرون، في تغريدات شوهدت أكثر من 10 ملايين مرة. ولم يعثر الصحفيون والشرطة الإسرائيليون على أي دليل يدعم هذا الادعاء، وقال ممثل منظمة زاكا، وهي منظمة للاستجابة الأولية، إن هذا الادعاء «كاذب».

### نظريات المؤامرة «الراية الكاذبة»
لقد أصبح الهجوم الذي شنته حماس على إسرائيل في السابع من أكتوبر/تشرين الأول موضوعاً للعديد من نظريات المؤامرة. تزعم هذه النظريات أن الهجوم، الذي أسفر عن مقتل نحو 1200 شخص في إسرائيل، كان عملية زائفة نفذتها إسرائيل بنفسها، على الرغم من الأدلة الساحقة التي قدمتها مصادر متعددة، بما في ذلك لقطات من الهواتف الذكية وكاميرات جو برو التي تصور خرق الحدود من قبل قوات حماس.
انتشرت هذه المعلومات المضللة على منصات التواصل الاجتماعي المختلفة، حيث شهدت الوسوم التي تربط إسرائيل بعمليات «الراية الكاذبة» زيادة ملحوظة في الاستخدام. لم يقتصر انتشار الأكاذيب على الفضاء الإلكتروني، بل تجلى في مواقف واقعية، بما في ذلك اجتماعات مجلس المدينة والاحتجاجات العامة، حيث أنكر الأفراد علنًا وقائع الهجوم.
أعرب الباحثون وقادة المجتمع اليهودي عن قلقهم بشأن الروابط التي تربط نظريات المؤامرة هذه بإنكار الهولوكوست والمعتقدات المعادية للسامية الأخرى، حيث وُصف إنكار هجمات السابع من أكتوبر بأنه جزء من نمط أوسع من المعلومات المضللة التي تسعى إلى تشويه الأحداث التاريخية وتعزيز الروايات المعادية للسامية.
وتشير نظرية مؤامرة أخرى غير مؤكدة ظهرت في أعقاب هجوم حماس في السابع من أكتوبر/تشرين الأول إلى أن الحكومة الإسرائيلية، وتحديداً رئيس الوزراء بنيامين نتنياهو، كان لديه علم مسبق بالهجوم. ويزعم البعض أيضًا أن نتنياهو أصدر أمرا للجيش الإسرائيلي بـ«التوقف عن العمل». ويبدو أن أصل هذه النظرية يعود إلى تشارلي كيرك، وهو مؤثر من اليمين المتطرف ومؤيد للرئيس الأمريكي دونالد ترامب، حيث غذت تعليقاته في إحدى البرامج الصوتية هذه الادعاءات. ومع ذلك، فإن هذه التأكيدات تعتمد فقط على تكهنات كيرك الشخصية. وعلى الرغم من عدم وجود أدلة، فقد كانت هذه النظرية مؤثرة في بعض الدوائر، وخاصة بين المنتقدين لقيادة نتنياهو والسياسات الإسرائيلية.

### معلومات خاطئة أخرى
نشرت حسابات على وسائل التواصل الاجتماعي مقرها الهند معلومات مضللة مؤيدة لإسرائيل، حيث قام المؤثرون بنشر مقاطع فيديو مزعومة تظهر فتيات المدارس اللواتي يتم أخذهن كعبيد جنس، أو حماس وهي تختطف طفلاً يهوديًا. انتشرت على حسابات هندية على موقع تويتر مقطع فيديو خارج السياق يزعم أنه يمثل عشرات الفتيات الصغيرات اللواتي تم أخذهن كعبيد جنس من قبل مقاتل «فلسطيني»، في حين أنه كان يظهر بدلاً من ذلك رحلة مدرسية إلى القدس. وكان مقطع فيديو آخر تمت مشاركته بشكل أساسي من قبل مستخدمين هنود يُزعم أنه يصور طفلاً مختطفاً؛ إلا أن الفيديو تم تصويره قبل شهر ولم يكن له أي علاقة بغزة. وقال خبير التحقق من الحقائق براتيك سينها إن «اليمين الهندي جعل من الهند عاصمة التضليل في العالم». يشكل هذا الاتجاه جزءًا من نمط أوسع من الأخبار المزيفة في الهند ذات التوجه المعادي للإسلام، بما في ذلك المعلومات المضللة عن الفلسطينيين القادمة من وحدة تكنولوجيا المعلومات في حزب بهاراتيا جاناتا ‏، وهي قسم من الحزب الحاكم في الهند، حزب بهاراتيا جاناتا.
نشرت إذاعة الجمهورية الإسلامية الإيرانية صوراً لأسر قادة ناغورنو كاراباخ من قبل الجيش الأذربيجاني في سبتمبر 2023 على أنها أسر قادة إسرائيليين من قبل حماس.

## حول حرب غزة

### انتحال الشخصيات
في أعقاب انفجار مستشفى الأهلي العربي، قال حساب على موقع التواصل الاجتماعي «إكس» يدعي أنه صحفي في قناة الجزيرة إن لديه فيديو «لصاروخ حماس يسقط في المستشفى». وأوضحت الجزيرة لاحقًا أنها غير مرتبطة بالحساب، وتمت إزالته لاحقًا. وزعم حساب آخر على موقع إكس يروج لمعلومات مضللة مؤيدة للكرملين ‏ أن صحيفة وول ستريت جورنال ذكرت أن الانفجار كان بسبب قنبلة مارك 84، لكن صحيفة وول ستريت جورنال لم تنشر مثل هذا التقرير.
في نوفمبر 2023، انتشر مقطع فيديو على نطاق واسع يظهر ممرضة في مستشفى الشفاء. وزعمت أنها لم تتمكن من علاج المرضى لأن حماس سيطرت على المستشفى بأكمله وكانت تسرق الوقود والأدوية، وانتهى الفيديو بمناشدتها لجميع الفلسطينيين مغادرة مستشفى الشفاء. وسارع الكثيرون إلى الإشارة إلى زيف الفيديو، حيث لم يتمكن أي من الأطباء والممرضات الموثقين في المستشفى من التعرف على المرأة المصورة، بالإضافة إلى اللهجة الإسرائيلية المزعومة وعدم القدرة على التحدث باللغة العربية الواضحة. بالإضافة إلى ذلك، وفقًا لإستر تشان من كروس تشيك التابعة لمختبر الحقائق في معهد ملبورن الملكي للتكنولوجيا ‏، فقد حدد تحليل أجراه محققو المصادر المفتوحة أن الفيديو قد تم تعديله على الأرجح ليشمل أصوات انفجارات مزيفة بشكل مصطنع. تم نشر الفيديو في الأصل على حساب تويتر العربي التابع لوزارة الخارجية الإسرائيلية، وقد تم دعمه من قبل إدوارد حاييم كوهين هالالا، الذي أبلغ عن علاقاته بالحكومة الإسرائيلية، ولديه حضور شعبي على وسائل التواصل الاجتماعي مع متابعين عرب.

### مزاعم التمثيل في الأزمات
تم رفض مقاطع الفيديو التي تصور الفظائع في غزة باعتبارها تمثيلية، واتهم الناس زوراً بأنهم «ممثلون للأزمة». «باليوود» هي عبارة مهينة ورافضة تُستخدم في كثير من الأحيان؛ ويستند هذا المصطلح إلى نظرية هامشية مفادها أن الفلسطينيين يقومون بتزوير أدلة المعاناة. توصلت منظمة التحقق من الحقائق لوجيكلي إلى أن ذكر المصطلح قد زاد منذ 7 أكتوبر، وخاصة في إسرائيل والولايات المتحدة والهند. تشمل الأدلة التي استخدمت بشكل زائف «لإثبات» أن الفلسطينيين كانوا مسؤولين عن الأزمة مقطع فيديو لأكياس الجثث التي تبدو وكأنها تتحرك، والذي كان في الواقع مقطع فيديو لاحتجاج في مصر عام 2013.
صالح الجعفراوي، وهو مدون ومغني فلسطيني يعيش في غزة، اتُهم زوراً من قبل العديد من الشخصيات المؤيدة لإسرائيل، بما في ذلك الحساب الرسمي للبلاد على تويتر، بأنه «ممثل أزمة». وزعمت التهمة الكاذبة أن الجعفراوي تظاهر بأنه مصاب ويتلقى العلاج في المستشفى في مقطع فيديو، بينما أظهره منشور على وسائل التواصل الاجتماعي في اليوم التالي بصحة جيدة. ومع ذلك، فإن الفيديو المضمن كان في الواقع يصور مراهقًا فلسطينيًا أصيب في غارة على طولكرم في يوليو 2023، والذي تم تقديمه زوراً على أنه الجعفراوي.
في نوفمبر 2023، قام الدبلوماسي الإسرائيلي أوفير جندلمان بتوزيع مقطع من فيلم قصير لبناني، مدعيًا أنه دليل على أن الفلسطينيين كانوا يقومون بتزوير مقاطع فيديو عن معاناتهم ووصفه بأنه مثال على «باليوود». وفقًا لصحيفة ديلي بيست، فإن «جيندلمان هو مجرم متكرر عندما يتعلق الأمر بترويج معلومات مضللة عن الفلسطينيين». في الأسبوع السابق، قدم جيندلمان مقاطع فيديو تدريبية لجيش الاحتلال الإسرائيلي بشكل خاطئ على أنها لقطات حرب، وفي عام 2021، وجدت وسائل الإعلام الدولية أنه قد قدم لقطات من عام 2018 من سوريا على أنها لقطات حالية من غزة.

### دمى أطفال ميتون
ادعى زورا أن مقطع فيديو يظهر طفلا فلسطينيا قتل خلال غارة جوية إسرائيلية في 11 أكتوبر/تشرين الأول على حي الزيتون، تم تمثيله باستخدام دمية. وقد تم الترويج لهذا الادعاء من خلال حسابات وسائل التواصل الاجتماعي الرسمية للحكومة الإسرائيلية، بما في ذلك حسابات إكس التابعة لسفارتي إسرائيل في فرنسا والنمسا، بالإضافة إلى حسابات مؤيدة لإسرائيل ومعادية لحماس.
في أوائل شهر ديسمبر/كانون الأول، نشرت صحيفة جيروزالم بوست مقالاً زعم كذباً أن طفلاً فلسطينياً ميتاً يبلغ من العمر خمسة أشهر من غزة كان «دمية». وقامت صحيفة جيروزاليم بوست في وقت لاحق بحذف المقال وإزالة أي ذكر له على صفحاتها على وسائل التواصل الاجتماعي. على الرغم من عدم ذكر المقال بشكل مباشر، فقد نشروا بيانًا يقول إن «المقال المعني لم يستوف معاييرنا التحريرية وبالتالي تمت إزالته».

### العنف الجنسي
في 25 مارس 2024، حذفت الجزيرة مقطع فيديو لامرأة تدعى جميلة الهسي قالت فيه إن جنود الاحتلال الإسرائيلي «اغتصبوا النساء، واختطفوا النساء، وأعدموا النساء، وسحبوا الجثث من تحت الأنقاض لإطلاق كلابهم عليهن» أثناء حصارهم لمستشفى الشفاء. كتب المدير الإداري السابق لقناة الجزيرة، ياسر أبو هلالة، على موقع إكس: «كشفت تحقيقات حماس أن قصة اغتصاب النساء في مستشفى الشفاء ملفقة». وأفاد أبو هلالة أن الهسي «بررت مبالغتها وحديثها غير الصحيح بأن الهدف هو إثارة حماسة الأمة وأخوتها».

### وزارة الصحة في غزة تعلن عن إصابات
وتستخدم معظم الوكالات الإنسانية أرقام وزارة الصحة في غزة، كما يتم الاستشهاد بها على نطاق واسع في المصادر الإعلامية؛ وتعتبر هذه الأرقام موثوقة من قبل العديد من الخبراء، وقد تم التحقق منها من قبل العديد من الهيئات المستقلة، ولكن تم التشكيك فيها من قبل الوكالات الإسرائيلية والأمريكية. في المقابل، رفض الخبراء التحليلات التي تطعن في أرقام إدارة الغذاء والدواء الأمريكية.
كتب أبراهام وينر، أستاذ الإحصاء في ولاية بنسلفانيا، في مجلة تابلت أن أرقام ضحايا الحرب العالمية الثانية كانت «مزورة». تم تحليل مقال واينر من قبل البروفيسور جوشوا لوفتوس من كلية لندن للاقتصاد، والذي خلص إلى أن مقال واينر كان «أحد أسوأ الانتهاكات للإحصاءات التي رأيتها على الإطلاق». قال ليز روبرتس، أستاذ جامعة كولومبيا، إن أرقام وزارة الصحة في غزة دقيقة وربما تكون أقل من التقديرات الحقيقية. كانت حجة واينر الرئيسية هي أنه من 26 أكتوبر إلى 10 نوفمبر، بلغ عدد الوفيات يوميًا 270 حالة مع «اختلاف طفيف بشكل لافت للنظر». رد إحصائي معهد كاليفورنيا للتكنولوجيا ليور باتشر ‏ بأن واينر قد اختار فترة معينة، خارجها كان التباين أعلى؛ وحتى في الإطار الزمني الذي اختاره واينر كان للوفيات اليومية انحراف معياري قدره 42.25 وتباين قدره 1785. وقال واينر أيضًا إن هناك خصوصيات في البيانات، مثل وجود ارتباط سلبي ‏ قوي بين عدد الوفيات اليومية للرجال والنساء. ردًا على ذلك، استشهد أستاذ مشاة البحرية جيمس جوينر برأي مفاده أن وزارة الصحة في غزة يقوم بتحديث إجمالي الوفيات على الفور، ولكن هناك تأخير في تحديث نسبة النساء والأطفال، مما يجعل الارتباطات الزمنية «بلا معنى».
في أكتوبر 2024، نشرت مجموعة البحث «العمل ضد العنف المسلح» تقريرًا يستند إلى أحدث بيانات وزارة الصحة في غزة، خلص إلى أن 74% على الأقل من إجمالي 40،717 قتيلاً في غزة في ذلك الوقت الذين حددتهم الوزارة كانوا من المدنيين، وأن هذا من المرجح أن يكون أقل من التقديرات الحقيقية. في 13 ديسمبر/كانون الأول 2024، نشر أندرو فوكس من جمعية هنري جاكسون ‏ تقريراً زعم فيه أن وزارة الصحة في غزة بالغت في تقدير عدد القتلى المدنيين نتيجة للهجمات الإسرائيلية. وبحسب التقرير، كانت هناك أخطاء كبيرة في البيانات، حيث تم تسجيل الرجال على أنهم نساء، والبالغين على أنهم أطفال، وتم احتساب الوفيات الطبيعية على أنهم قتلى نتيجة للهجمات الإسرائيلية، والتي تم إدراجها عمداً لتضخيم عدد القتلى المدنيين. ورد البروفيسور مايكل سباجات ‏ من العمل ضد العنف المسلح قائلاً إن مثل هذه الأخطاء كانت هامشية وعشوائية، حيث حدد فوكس اثنين فقط من البالغين المسجلين كأطفال، وثلاث «وفيات طبيعية»، وأن الحالات المصنفة على أنها جنسية بشكل خاطئ تؤثر على 0.5٪ من الأرقام الإجمالية. وعلاوة على ذلك، ذهبت هذه الأخطاء في كلا الاتجاهين بنفس القدر تقريبًا (67 رجلاً مدرجين كنساء، و49 امرأة مدرجة كرجال، وكانت تعديلات العمر موزعة على نطاق واسع عبر الجنس والفئة العمرية). وخلص سباجات إلى أن هذه كانت أخطاء حسابية روتينية وبسيطة لا تؤثر على البيانات الإجمالية لسجل الوفيات في صفوف المدنيين.
في يناير 2025، نُشر تحليل تمت مراجعته من قبل النظراء حول الوفيات الناجمة عن الإصابات الرضحية في حرب غزة بين أكتوبر 2023 و30 يونيو 2024 في المجلة الطبية The Lancet، حيث قدر عدد الوفيات الناجمة عن الإصابات الرضحية بأكثر من 70 ألف حالة حتى أكتوبر 2024، وكان 59.1٪ منهم من النساء والأطفال وكبار السن. وأشارت اللجنة أيضاً إلى أن نتائجها «تقلل من تقدير التأثير الكامل للعملية العسكرية في غزة، لأنها لا تأخذ في الاعتبار الوفيات غير المرتبطة بالصدمات الناجمة عن انقطاع الخدمات الصحية، وانعدام الأمن الغذائي، وعدم كفاية المياه والصرف الصحي».

### حملات التضليل
وفقًا لخبراء أمن المعلومات الذين أجرت صحيفة نيويورك تايمز مقابلات معهم، فإن إيران وروسيا والصين ووكلاء إيران وتنظيم القاعدة وتنظيم الدولة الإسلامية يقومون بجهود ضخمة لنشر المعلومات المضللة عبر الإنترنت تركز على «[تقويض] إسرائيل، مع تشويه سمعة حليف إسرائيل الرئيسي، الولايات المتحدة». وقد وثّق الباحثون ما لا يقل عن 40 ألف بوت أو حساب وهمي على وسائل التواصل الاجتماعي، فضلاً عن الاستخدام الاستراتيجي لوسائل الإعلام التي تسيطر عليها الدولة مثل آر تي وسبوتنيك وتسنيم. توصل تحليل أجرته صحيفة هآرتس إلى أن مئات الحسابات المزيفة على وسائل التواصل الاجتماعي كانت تستهدف المشرعين من الحزب الديمقراطي برسائل غير مرغوب فيها تكرر اتهامات الحكومة الإسرائيلية المتعلقة بالأونروا وحماس.
قامت حملة تضليل روسية ‏ تُعرف باسم دبلجنجر بدفع معلومات كاذبة حول الحرب باستخدام مواقع ويب مزيفة تحاكي مظهر مصادر الأخبار مثل فوكس نيوز ولو باريزيان ودير شبيغل.
في يونيو/حزيران 2024، تم الكشف عن أن وزارة شؤون الشتات الإسرائيلية دفعت 2 مليون دولار لشركة الاستشارات السياسية الإسرائيلية ستوك، لإدارة حملة على وسائل التواصل الاجتماعي، مدعومة بحسابات مزيفة وغالبًا ما تستخدم معلومات مضللة، تستهدف 128 عضوًا في الكونجرس الأمريكي، مع التركيز على الأعضاء الديمقراطيين والأمريكيين من أصل أفريقي في مجلس النواب. كما تم إنشاء مواقع على شبكة الإنترنت لتزويد الشباب الأميركيين التقدميين بأخبار غزة مع لمسة مؤيدة لإسرائيل. وكان من بين أهداف الحملة تضخيم الهجمات الإسرائيلية على موظفي الأونروا وإثارة الخلاف بين الفلسطينيين والأمريكيين من أصل أفريقي لمنع التضامن بين المجموعتين. واستهدفت الحملة أيضًا أشخاصًا في كندا، الذين تعرضوا لمحتوى معادٍ للإسلام يهدف إلى تشويه سمعة المسلمين الكنديين والإيحاء بأن المتظاهرين المؤيدين للفلسطينيين يهدفون إلى فرض الشريعة الإسلامية. كما تم توجيه رسائل إلى الناس في دول الخليج العربية، مفادها أن الاهتمام الإنساني بالفلسطينيين هو مجرد إلهاء عن الشؤون المحلية.

### مقاطع فيديو أخرى مزيفة ومضللة
وبحسب صحيفة نيويورك تايمز، فإن العديد من الصور ومقاطع الفيديو المتداولة على وسائل التواصل الاجتماعي والتي تتظاهر بأنها من حرب غزة هي في الواقع من صراعات أخرى، مثل الحرب الأهلية السورية؛ وحتى الكوارث الطبيعية، مثل الفيضانات الأخيرة في طاجيكستان ‏. كما قامت حسابات مؤيدة لحماس بتشويه لقطات من الحرب الأهلية السورية على أنها تظهر أطفالاً يُقتلون في غزة.
انتشر على وسائل التواصل الاجتماعي مقطع فيديو لقناة سي إن إن تبث من مكان قريب من الحدود بين إسرائيل وغزة مع إضافة صوت للإشارة إلى أن الشبكة قامت بتزوير هجوم.
خلال المراحل الأولى من الحرب، انتشر على نطاق واسع على وسائل التواصل الاجتماعي مقطع فيديو وُصف بأنه حماس تعدم الناس بإلقائهم من سطح مبنى!. لكن الفيديو لم يصور حماس، أو أي جماعة أخرى مقرها فلسطين، بل كان فيديو محرفًا لتنظيم داعش في العراق، من عام 2015. وتضمن تقرير نشرته قناة العربية في يوليو/تموز 2015 صورًا متطابقة كانت قد نشرتها داعش في الأصل، وأظهر إعدام أربعة رجال مثليين على يد داعش في الفلوجة بالعراق.
في فبراير/شباط 2024، نشر حساب إسرائيل الرسمي على موقع التواصل الاجتماعي «إكس» مقطع فيديو مدته 30 ثانية يسرد المساعدات الإنسانية التي زعم أنه قدمها لغزة. ومع ذلك، تضمن الفيديو لقطات تظهر الخيام والمعدات التي تم تصويرها بالفعل في مارس/آذار 2022، وتصور مخيمًا في مولدوفا للاجئين الأوكرانيين. قام نفس الحساب لاحقًا بحذف الفيديو، وذكر أن «الصورة كانت لأغراض توضيحية وكان ينبغي لنا أن نذكر ذلك في الفيديو».
وشملت مقاطع الفيديو المرتبطة زوراً بالحرب مقطع فيديو لأطفال في أقفاص نُشر في 4 أكتوبر، لقطات من عام 2020 لمشرعين إيرانيين يهتفون «الموت لأمريكا»، وصور لبرج القاهرة في مصر يبدو مضاءً بالعلم الفلسطيني انتشرت على وسائل التواصل الاجتماعي، والتي تبين أنها نسخة معدلة من البرج في عام 2010. تم تقديم لقطات من لعبة الفيديو آرما 3 على أنها لقطات حرب.
في الثامن من أكتوبر/تشرين الأول، تم نشر مقطع فيديو يُفترض أنه لحماس تشكر أوكرانيا على تزويدها بالأسلحة، وذلك بواسطة حساب إكس مرتبط بمجموعة فاغنر الروسية. وتمت مشاهدته أكثر من 300 ألف مرة وتمت مشاركته على حسابات اليمين المتطرف في أمريكا. في اليوم التالي، غرّد الرئيس الروسي السابق دميتري ميدفيديف قائلاً: «حسنًا، يا رفاق الناتو، لقد فهمتم الأمر حقًا، أليس كذلك؟ الأسلحة التي سُلِّمت للنظام النازي في أوكرانيا تُستخدم الآن بنشاط ضد إسرائيل.» في العاشر من أكتوبر/تشرين الأول، نُشر فيديو آخر يُزعم زورًا أنه من إنتاج هيئة الإذاعة البريطانية، ويزعم أنه يقتبس من موقع بيلينجكات الاستقصائي لتأكيد بيع أسلحة بين أوكرانيا وحماس. وقد أكدت كل من هيئة الإذاعة البريطانية (BBC) وموقع بيلينجكات أن الفيديو مزيف وأن الادعاء غير صحيح.
شارك مستخدمو وسائل التواصل الاجتماعي من كلا جانبي الحرب لقطات من وراء الكواليس ‏ لممثل ملقى في دماء مزيفة من فيلم قصير فلسطيني عام 2022، زاعمين أن ذلك كان دليلاً على أن الجانب الآخر كان يخلق دعاية. انتشر على موقع إكس في إندونيسيا مقطع فيديو يظهر جنودًا مظليين مصريين يحلقون فوق الأكاديمية العسكرية المصرية، والذي ادعى زورًا أنه يُظهر مسلحين من حماس يتسللون إلى مهرجان موسيقي إسرائيلي.
انتشر على وسائل التواصل الاجتماعي مقطع فيديو تم إنشاؤه بواسطة الذكاء الاصطناعي لعارضة الأزياء بيلا حديد وهي تعتذر عن تصريحاتها السابقة وتعبر عن دعمها لإسرائيل.

### معلومات خاطئة أخرى
وقد دحضت الكنيسة الادعاءات المنتشرة بأن جيش الاحتلال الإسرائيلي دمر كنيسة القديس بورفيريوس في غزة في التاسع من أكتوبر. وفي وقت لاحق، ضربت غارة جوية إسرائيلية مقر الكنيسة في 19 أكتوبر/تشرين الأول، مما أسفر عن مقتل 18 شخصًا.
في أكتوبر/تشرين الأول 2023، كشف خبراء التضليل عن حساب على موقع إكس نشر تقارير كاذبة عن تهديد قطر بقطع صادراتها من الغاز إذا استمرت إسرائيل في قصف قطاع غزة.

### ادعاءات المسؤولين والجيش الإسرائيلي

#### الدبلوماسية العامة لإسرائيل
الدبلوماسية العامة لإسرائيل، المعروفة باسم هاسبارا، هي جهود الدولة للتواصل مباشرة مع مواطني الدول الأخرى لإعلامهم والتأثير على تصوراتهم، بهدف حشد الدعم أو التسامح مع الأهداف الاستراتيجية للحكومة الإسرائيلية. تم تقديم الهسبارة رسميًا إلى المفردات الصهيونية بواسطة ناحوم سوكولوف. هاسبارا (العبرية: הַסְבָּרָה) ليس لها ترجمة إنجليزية مباشرة، ولكنها تعني تقريبًا «الشرح». إنها استراتيجية تواصلية «تسعى إلى تفسير الأفعال، سواء كانت مبررة أم لا». نظرًا لأنه يركز على تقديم تفسيرات حول تصرفات الفرد، فقد تم تسمية الهسبارا بأنها «نهج تفاعلي يعتمد على الأحداث». في عام 2003، وصف رون شليفر ‏ مصطلح هاسبارا بأنه مرادف إيجابي لكلمة «الدعاية».
خلال حرب غزة، قامت الحكومة الإسرائيلية وشركات الإنترنت الإسرائيلية بنشر أدوات الذكاء الاصطناعي ومزارع الروبوتات لنشر المعلومات المضللة والدعاية الصارخة والعاطفية والكاذبة. في موقع ذا إنترسبت، كتب الصحفي الاستقصائي جيريمي سكاهيل: «في قلب حملة الحرب الإعلامية الإسرائيلية، تكمن مهمة تكتيكية لنزع الصفة الإنسانية عن الفلسطينيين وإغراق الخطاب العام بسيل من الادعاءات الكاذبة التي لا أساس لها ولا يمكن التحقق منها». وأضاف أن «حملة الدعاية الإسرائيلية تُذكرنا بمهرجان الأكاذيب الذي امتد لأشهر في عهد إدارة بوش، والذي روجت له وسائل إعلامية كبرى، حول أسلحة الدمار الشامل المزعومة في العراق». وفي مقال كتبه لموقع «أوبن ديموكراسي ‏»، صرّح الأكاديمي البريطاني بول روجرز : «يجب على إسرائيل أن تحافظ على تظاهرها بحرب منظمة مع عدد قليل من القتلى المدنيين. حكومة نتنياهو تكذب، ولكن من السذاجة توقع خلاف ذلك. فالكذب هو ما تفعله العديد من الدول القوية بشكل روتيني، وخاصة في أوقات الحرب».
في يونيو/حزيران 2024، تم الكشف عن أن وزارة شؤون الشتات الإسرائيلية دفعت 2 مليون دولار لشركة الاستشارات السياسية الإسرائيلية ستوك، لإدارة حملة على وسائل التواصل الاجتماعي، مدعومة بحسابات مزيفة وغالبًا ما تستخدم معلومات مضللة، تستهدف أعضاء الكونجرس الأمريكي، مع التركيز على الأعضاء الديمقراطيين والأمريكيين من أصل أفريقي في مجلس النواب. كما تم إنشاء مواقع على شبكة الإنترنت لتزويد الشباب الأميركيين التقدميين بأخبار غزة مع لمسة مؤيدة لإسرائيل.

#### التضليل والمعلومات المضللة
وفي مناسبات عديدة، توصلت التحليلات إلى وجود مشاكل مع ادعاءات قوات الاحتلال الإسرائيلية. في أكتوبر/تشرين الأول 2023، وجد تحليل أجرته صحيفة فاينانشال تايمز حول قصف الفلسطينيين الذين يخلون مدينة غزة أن «معظم التفسيرات باستثناء الضربة الإسرائيلية» يمكن استبعادها، على الرغم من أن جيش الاحتلال الإسرائيلي ألقى باللوم في الهجوم على المسلحين الفلسطينيين.
في أكتوبر 2023، بعد وقت قصير من انفجار مستشفى الأهلي العربي، نشرت مصادر إسرائيلية تسجيلاً صوتياً يزعم أنه يظهر اثنين من مسلحي حماس في مكالمة هاتفية يعلنان فيها المسؤولية عن الفعل ويلقون باللوم فيه على صاروخ معطل. وقالت شبكتا بي بي سي وسي إن إن إنهما لم تتمكنا من التحقق من صحة التسجيل. أفادت قناة الأخبار البريطانية الرابعة أن التحليل الجنائي للتسجيل الصوتي المزعوم لعملاء حماس الذي أصدره جيش الاحتلال الإسرائيلي، خلص إلى أنه تم التلاعب به رقميا. وقال صحافيان يتحدثان باللغة العربية إن التسجيل لا يبدو أصليًا، لأن «اللغة واللهجة واللهجة والنحو والنبرة» لم تكن ذات مصداقية. كما ذكرت قناة 4 نيوز أيضًا أن التقييم الصوتي الأولي الذي أجرته شركة تحليل صوتي تسمى إيرشوت، خلص إلى أن التسجيل الصوتي تم تحريره لدمج قناتين تم تسجيلهما بشكل منفصل، واحدة لكل مكبر صوت. في نوفمبر 2023، وجد تحليل أجرته هيئة الإذاعة البريطانية أن مقطع فيديو أصدره الجيش الإسرائيلي بعد حصار مستشفى الشفاء تم تحريره على الرغم من ادعاءات جيش الاحتلال الإسرائيلي بخلاف ذلك.
في 4 ديسمبر 2023، ذكرت صحيفة هآرتس مزاعم إسرائيلية بشأن قطع رؤوس الأطفال، مشيرة إلى أن هذه «القصص غير المؤكدة [تم نشرها] من قبل مجموعات البحث والإنقاذ الإسرائيلية وضباط الجيش وحتى سارة نتنياهو». روى الصحفيان نير حسون وليزا روزوفسكي من صحيفة هآرتس التسلسل الزمني للأخبار حول «الأطفال المقطوعي الرؤوس» و«الأطفال المعلقين» وخلصا إلى أن «هذه القصة كاذبة». ونقلا عن إيشاي كوين، الصحفي في موقع كيكار هاشبات ‏ الأرثوذكسي المتشدد، الذي اعترف بأنه ارتكب خطأً بقبوله تصريحات جيش الاحتلال الإسرائيلي دون أي شك. «لماذا يخترع ضابط في الجيش مثل هذه القصة المروعة؟»، تساءل هشابات، وأضاف: «لقد كنت مخطئًا». في ديسمبر 2023، أكد تحليل أجرته صحيفة واشنطن بوست تقارير هيومن رايتس ووتش التي تفيد بأن إسرائيل استخدمت الفوسفور الأبيض في هجوم على لبنان، وهو ما يتناقض بشكل مباشر مع جيش الاحتلال الإسرائيلي. في يناير/كانون الثاني 2024، وبعد أن قتلت غارة جوية إسرائيلية الصحفي حمزة دحدوح، وصفت قوات الاحتلال الإسرائيلية دحدوح بأنه «مشتبه به» أصيب أثناء قيادته سيارته مع «إرهابي»؛ إلا أن صحيفة واشنطن بوست لم تجد «أي مؤشرات على أن أيًا من الرجلين كان يعمل كأي شيء آخر غير صحفي في ذلك اليوم».
بعد انتشار تقارير عن مقتل أم وابنتها برصاص قناصة إسرائيليين في ديسمبر/كانون الأول 2023 في كنيسة لجأ إليها عدد من المسيحيين الفلسطينيين، نفى الجيش الإسرائيلي استهداف المجمع. وزعموا بدلاً من ذلك أن هناك نشاطًا لحماس في محيطها وأن الجنود الإسرائيليين أطلقوا النار ردًا على ذلك. على العكس من ذلك، صرح مسؤولون كاثوليك وعضوة البرلمان البريطاني ليلى موران، التي حافظت على الاتصال مع اللاجئين في الكنيسة، بأنه لم يكن هناك أي مقاتلين فلسطينيين في المنطقة وأن المرأتين قُتلتا على يد الجيش الإسرائيلي، الذي كان يمنع اللاجئين من المغادرة.
في نوفمبر/تشرين الثاني 2023، أظهر مقطع فيديو نشره جيش الاحتلال الإسرائيلي دانييل هاجاري، داخل مستشفى الرنتيسي للأطفال، حيث ادعى أن جيش الاحتلال الإسرائيلي عثر على أسلحة وتكنولوجيا تابعة لحماس، بالإضافة إلى «قائمة بأسماء الإرهابيين» باللغة العربية بعنوان «عملية طوفان الأقصى»، والتي توضح دور كل عميل في حراسة الرهائن. ومع ذلك، أظهرت ترجمة الوثيقة أنها لا تحتوي على أسماء، بل تحتوي بدلاً من ذلك على تقويم لأيام الأسبوع. بعد التشكيك في صحة هذا الادعاء، تراجع متحدث إسرائيلي عن تصريحاته، ولكن شبكة سي إن إن، أثناء حذفها للجزء، لم تقدم مذكرة المحررين التي تعترف بالتغيير أو النزاع حول الفيديو الأولي.
فيما يتعلق بمذبحة فلور في مارس/آذار 2024، أفاد تحقيق أجرته شبكة سي إن إن أن «مارك ريجيف، المستشار الخاص لرئيس الوزراء الإسرائيلي، صرح لشبكة سي إن إن في البداية بأن القوات الإسرائيلية لم تكن متورطة». إلا أن جيش الاحتلال الإسرائيلي صرّح بعد ذلك بوقت قصير بأن «الجنود لم يطلقوا النار مباشرة على الفلسطينيين الذين كانوا يسعون للحصول على المساعدة، بل أطلقوا «طلقات تحذيرية» في الهواء». وأفادت قناة الجزيرة بوجود أدلة على وجود «عدد كبير» من الإصابات بطلقات نارية من فريق الأمم المتحدة وأطباء وشهود عيان. وذكرت صحيفة نيويورك تايمز أيضًا أن روايات الشهود تختلف عن الرواية العسكرية الإسرائيلية التي وصفت إطلاق النار على نطاق واسع بعد تجمع الآلاف حول شاحنات المساعدات. قامت قوات الاحتلال الإسرائيلية بحذف لقطات من طائرات بدون طيار للأحداث مما تسبب في تفرق الحشود، كما رفضت طلب شبكة سي إن إن للحصول على اللقطات الكاملة غير المحررة. وأثار تحقيق شبكة سي إن إن الشكوك حول مزاعم أخرى لجيش الاحتلال الإسرائيلي مثل توقيت إطلاق النار. بعد عدة أيام من الهجوم، صرح أحد كبار مستشاري الاستجابة للأزمات في منظمة العفو الدولية قائلاً: «هناك أدلة ملموسة تتناقض مع أي تصريحات تصدرها السلطات الإسرائيلية».
بعد قصف مخيم في رفح في منطقة خصصتها إسرائيل كـ«منطقة آمنة» للمدنيين، مما أسفر عن مقتل 45 شخصاً، أخبر المسؤولون الإسرائيليون نظراءهم الأميركيين في البداية أنهم يعتقدون أن غارتهم الجوية أشعلت خزان وقود قريب، مما أدى إلى اندلاع حريق كبير. وفي أحد مقاطع الفيديو، قال راوي لم يُكشف عن هويته من غزة إن الانفجار نجم عن «سيارة جيب تابعة لحماس محملة بالأسلحة». وفي وقت لاحق، زعم جيش الاحتلال الإسرائيلي أن مستودعا للمسلحين يحتوي على ذخيرة أو «بعض المواد الأخرى» في المنطقة تسبب في الحريق. كما نشرت اتصالاً هاتفياً باللغة العربية جاء فيه بوضوح أن الصاروخ الإسرائيلي لم يكن مسؤولاً عن الحريق، وأن الحريق نجم عن انفجارات ثانوية، وأن الانفجارات الثانوية جاءت من مستودع ذخيرة. ومع ذلك، قال جيمس كافاناغ، وهو متخصص عمل في مكتب الكحول والتبغ والأسلحة النارية والمتفجرات، إن الحريق لم يشير إلى «مخزون ضخم انفجر». وقد شاهدت صحيفة نيويورك تايمز العديد من مقاطع الفيديو ولم تجد أي دليل على حدوث انفجار ثانوي كبير.
ونفى جيش الاحتلال الإسرائيلي أيضا مسؤوليته عن مقتل الطفلة هند رجب (5 سنوات) وعائلتها ومسعفي جمعية الهلال الأحمر الفلسطيني الذين أرسلوا لإنقاذها، قائلا إن قواته لم تكن في مرمى النيران يوم مقتل الطفلة. ومع ذلك، خلصت كل من الجزيرة وصحيفة واشنطن بوست، استناداً إلى التحقيق في صور الأقمار الصناعية، إلى أن المركبات المدرعة الإسرائيلية كانت موجودة بالفعل في المنطقة في ذلك الوقت.
في مارس 2025، قتلت إسرائيل 15 مسعفًا من جمعية الهلال الأحمر الفلسطيني ودفنتهم في مقبرة جماعية مع سيارات الإسعاف الخاصة بهم. زعم جيش الاحتلال الإسرائيلي في البداية أنه «تم رصد عدة مركبات تتقدم بشكل مثير للريبة نحو قوات جيش الاحتلال الإسرائيلي دون مصابيح أمامية أو إشارات طوارئ، ولم يتم تنسيق حركتها مسبقًا. وبالتالي، أطلقت قوات جيش الاحتلال الإسرائيلي النار على المركبات المشتبه بها». ومع ذلك، بعد ظهور أدلة فيديو تُظهر أن سيارات الإسعاف كانت تحمل علامات واضحة وتستخدم المصابيح الأمامية وأضواء الطوارئ الوامضة، وصف جيش الاحتلال الإسرائيلي روايته الأولية بأنها «خاطئة».
في 19 مارس 2025، هاجمت إسرائيل بيت ضيافة تابع للأمم المتحدة في دير البلح، مما أدى إلى مقتل أحد موظفي الأمم المتحدة. أنكرت إسرائيل في البداية مسؤوليتها عن الهجوم على بيت الضيافة، لكنها اعترفت لاحقًا بالمسؤولية في أبريل/نيسان 2025.

#### معلومات غير مؤكدة
وفي حالات أخرى، تم التشكيك في ادعاءات القوات الإسرائيلية على أساس عدم وجود أدلة واضحة. في ديسمبر 2023، صرحت إسرائيل بوجود شبكة أنفاق تابعة لحماس متصلة بمستشفى الشفاء؛ ومع ذلك، وجد تقرير لصحيفة واشنطن بوست أنه «لا يوجد دليل على إمكانية الوصول إلى الأنفاق من داخل أجنحة المستشفى». وعلى مدار الحرب، تم تبرير الهجمات الإسرائيلية المتكررة على المستشفيات بمزاعم الجيش الإسرائيلي بأن المستشفيات كانت تستخدم من قبل المسلحين. ومع ذلك، ذكرت وكالة أسوشيتد برس أنه بعد أشهر من التحقيقات، وجدت أن إسرائيل قدمت «أدلة قليلة أو حتى معدومة» على وجود مسلح كبير بالقرب من مستشفى العودة أو مستشفى الإندونيسي أو مستشفى كمال عدوان قبل غاراتها.
في يناير 2024، زعمت إسرائيل أن 12 من موظفي الأونروا شاركوا في هجوم 7 أكتوبر على إسرائيل؛ ومع ذلك، ذكرت صحيفة فاينانشال تايمز، وسكاي نيوز، والقناة الرابعة، وغيرها من المنافذ الإخبارية أن مزاعم إسرائيل لم تثبت من خلال وثائق الاستخبارات التي راجعتها.
في فبراير 2024، أعلن جيش الاحتلال الإسرائيلي أن حماس تسرق المساعدات الإنسانية، مما دفع ديفيد م. ساترفيلد، المبعوث الأمريكي الكبير، إلى القول إنه لا يوجد دليل يدعم مزاعم إسرائيل.
في يوليو/تموز 2024، نشرت صحيفتا بيلد وجويش كرونيكل قصصًا تستند إلى ما زعمتا أنه فضيحة تسريب وثائق سرية إسرائيلية عام 2024، زاعمتين أن زعيم حماس يحيى السنوار عارض وقف إطلاق النار في غزة واستخدم المفاوضات كحرب نفسية. وتبين لاحقا أن الوثائق مزورة، وتم اعتقال أربعة إسرائيليين، من بينهم مساعد لنتنياهو، بتهمة تزويرها وتوزيعها. وزعمت الوثائق المزورة أيضًا أن السنوار كان يخطط لتهريب نفسه والرهائن الإسرائيليين عبر ممر فيلادلفيا إلى مصر. في ذلك الوقت، كان نتنياهو يرفض سحب القوات الإسرائيلية من المنطقة، وادعى زوراً أن حماس، وليس إسرائيل، هي التي تعمل على تخريب مفاوضات وقف إطلاق النار.
في سبتمبر/أيلول 2024، أعلن جيش الاحتلال الإسرائيلي أنه بدأ تحقيقاً في نشر وثائق مزورة لحماس تم تسريبها إلى الصحافة الدولية، على ما يبدو في محاولة للتأثير على الرأي العام الإسرائيلي ضد اتفاق وقف إطلاق النار مع الرهائن.
في ديسمبر/كانون الأول 2024، ذكرت صحيفة نيويورك تايمز أن ما لا يقل عن 24 موظفاً في الأونروا كانوا أعضاء في حماس أو الجهاد الإسلامي الفلسطيني، ويُزعم أن معظمهم جزء من الجناح المسلح لحماس. واستند التقرير إلى «خطط عسكرية سرية لحماس» حددت المدارس كمواقع استراتيجية. ولم تذكر الصحيفة أن الادعاءات السابقة تم دحضها، لكنها أقرت بأنها لا تستطيع التحقق من السجلات التي قدمها الجيش الإسرائيلي، مشيرة إلى أنها تشبه وثائق حماس السابقة. وعندما سأل موقع دروب سايت نيوز عن الوثائق التي كانت صحيفة التايمز تشير إليها، لم يجيبوا. وانتقدت المتحدثة باسم الأونروا تمارا الرفاعي القصة، قائلة إنها تساهم في تعزيز رواية مفادها أن الأونروا هي واجهة لحماس، على الرغم من فضح مثل هذه الادعاءات بشكل متكرر. وأضافت أن «الأونروا تشارك قوائم/أسماء موظفيها في الأراضي الفلسطينية المحتلة مع حكومة إسرائيل كل عام، لذا فمن المدهش أن دولة تتمتع ببعض أعلى مستويات الاستخبارات والأمن العسكري في العالم لم تعد إلى وكالة تابعة للأمم المتحدة بالقلق بشأن الموظفين حتى بدأت الحرب».

## حول الأمم المتحدة
في فبراير 2024، صرح فولكر تورك، رئيس حقوق الإنسان في الأمم المتحدة، أن الأمم المتحدة كانت هدفًا لهجمات التضليل، قائلاً: «لقد أصبحت الأمم المتحدة بمثابة صاعق للدعاية التلاعبية وكبش فداء لفشل السياسات».
اتهم الأمين العام للأمم المتحدة أنطونيو غوتيريش إسرائيل بنشر معلومات مضللة حول الحرب في غزة في محاولة لخفض مصداقية الأمم المتحدة.
«سمعتُ المصدر نفسه مرارًا يقول إنني لم أهاجم حماس قط، ولم أدِنها قط، بل أنا من مؤيديها. طلبتُ من زملائنا إعداد إحصائية. لقد أدنت حماس 102 مرة، 51 منها في خطابات رسمية، والبقية في منصات تواصل اجتماعي مختلفة. لذا، أعني أن الحقيقة تنتصر دائمًا في النهاية.» - الأمين العام للأمم المتحدة أنطونيو غوتيريش.

## في السياسة الدولية
انتشرت على وسائل التواصل الاجتماعي مذكرة مزيفة تزعم أنها تُظهر موافقة الرئيس بايدن على تقديم مساعدات بقيمة 8 مليارات دولار لإسرائيل وتم الاستشهاد بها في مقالات نشرتها وكالات الأنباء الهندية فيرست بوست ‏ ووانينديا.
في سبتمبر 2024، اتهم مذيعو شبكة سي إن إن جيك تابر ودانا باش زوراً ممثلة مجلس النواب الأمريكي رشيدة طليب بالتصريح بأن المدعية العامة لولاية ميشيغان دانا نيسيل ‏ غير قادرة على أداء وظيفتها بسبب دينها – وهو أمر لم تذكره طليب أبدًا. كان باش وتابر يكرران ادعاءات طرحها نيسل لأول مرة في منشور على وسائل التواصل الاجتماعي ينتقد رسمًا كاريكاتوريًا عنصريًا يشير إلى أن طليب كانت عضوًا في حزب الله. وصف ستيف نيفلينج، الصحفي في صحيفة مترو تايمز ‏ الذي أجرى المقابلة الأصلية مع طليب، الادعاءات الموجهة ضدها بأنها «زائفة».

## دور منصات التواصل الاجتماعي
انتشرت معلومات مضللة حول الحرب على منصات التواصل الاجتماعي، وخاصةً موقع إكس (المعروف سابقًا باسم تويتر). حذر الاتحاد الأوروبي إيلون ماسك ومارك زوكربيرج من أن شركتي إكس وميتا تستضيفان معلومات مضللة ومحتوى غير قانوني حول الحرب، مع غرامات محتملة تصل إلى 6٪ من الإيرادات العالمية للشركات وفقًا لقانون الخدمات الرقمية ‏.
ردًا على التقارير، أخبرت ليندا ياكارينو، الرئيسة التنفيذية لشركة إكس، مفوض السوق الداخلية بالاتحاد الأوروبي تييري بريتون، أن الشركة «اتخذت إجراءات لإزالة أو تصنيف عشرات الآلاف من المحتوى» وأزالت مئات الحسابات المرتبطة بحماس.
وفقًا لنيوز جارد، «حصلت 14 ادعاءً كاذبًا على الأقل تتعلق بالحرب على 22 مليون مشاهدة عبر إكس وتيك توك وإنستغرام في غضون ثلاثة أيام من هجوم حماس.» في 13 أكتوبر، فتح الاتحاد الأوروبي تحقيقًا في إكس بشأن انتشار المعلومات المضللة والمحتوى الإرهابي المتعلق بالحرب.
في 14 أكتوبر/تشرين الأول، قال عمران أحمد، الرئيس التنفيذي لمركز مكافحة الكراهية الرقمية، إن مجموعته ترصد ارتفاعًا في الجهود المبذولة لدفع معلومات كاذبة حول الحرب، مضيفًا أن أعداء الولايات المتحدة والمتطرفين ومتصيدي الإنترنت ومزارعي المشاركة يستغلون الحرب لتحقيق مكاسبهم الخاصة. قال جراهام بروكي، المدير الأول لمختبر أبحاث الطب الشرعي الرقمي التابع للمجلس الأطلسي، إن فريقه شهد زيادة في الدعاية الإرهابية والمحتوى الرسومي والادعاءات الكاذبة أو المضللة وخطاب الكراهية، حيث يتم تداول الكثير من المحتوى على تيليجرام. قالت شركة مقرها إسرائيل تقوم بتحليل وسائل التواصل الاجتماعي، إن واحدًا من كل خمسة حسابات تشارك في محادثات حول هجمات حماس كان مزيفًا، مضيفة أنها عثرت على ما يقرب من 40 ألف حساب من هذا القبيل على إكس وتيك توك.
وبحسب ديفيد كليبر من وكالة أسوشيتد برس، فإن الصور من حرب غزة «أظهرت بوضوح وبشكل مؤلم إمكانات الذكاء الاصطناعي كأداة دعائية، تُستخدم لإنشاء صور واقعية للمذبحة... كما تم استخدام الصور المعدلة رقمياً والتي انتشرت على وسائل التواصل الاجتماعي لتقديم ادعاءات كاذبة حول المسؤولية عن الإصابات أو لخداع الناس بشأن الفظائع التي لم تحدث أبداً».
ووصفت صحيفة نيويورك تايمز بداية الحرب على غزة بأنها أطلقت «طوفاناً من الدعاية والمعلومات المضللة عبر الإنترنت» كان «أكبر من أي شيء رأيناه من قبل». ووصفت الصراع بأنه «يتحول بسرعة إلى حرب عالمية عبر الإنترنت» وذكرت أن روسيا والصين وإيران ووكلائها استخدموا وسائل الإعلام الحكومية وحملات التأثير السرية على شبكات التواصل الاجتماعي لدعم حماس وتقويض إسرائيل وانتقاد الولايات المتحدة والتسبب في الاضطرابات. ووصف جيمس روبين من مركز المشاركة العالمية ‏ التابع لوزارة الخارجية الأمريكية التغطية الإعلامية للصراع بأنها تندرج في إطار «حرب معلوماتية غير معلنة مع دول استبدادية».

### إكس (تويتر سابقًا)
وفي 9 أكتوبر/تشرين الأول، قال إكس إن هناك أكثر من 50 مليون منشور على المنصة حول الصراع. أوصى إيلون ماسك بحسابين سبق وأن روجا ادعاءً كاذبًا بشأن وقوع انفجار بالقرب من البنتاغون للحصول على تحديثات حول الحرب.
في 10 أكتوبر/تشرين الأول، اكتشف الباحثون أن شبكة مكونة من 67 حسابًا كانت تنسق حملة لنشر معلومات كاذبة حول الحرب. ونشرت الحسابات محتوى متطابقًا تقريبًا، وشاركت معلومات كاذبة مع روايات مؤيدة لفلسطين ومؤيدة لإسرائيل.
وفقًا لمجلة وايرد، فإن نظام التحقق من الحقائق المجتمعي الخاص بـ إكس، ملاحظات المجتمع، ساهم في بعض الحالات في انتشار المعلومات المضللة بدلاً من تصحيحها. استشهد موقع وايرد بحادثة تم فيها تحميل مقطع فيديو بواسطة دونالد ترامب جونيور يظهر فيه إطلاق حماس النار على الإسرائيليين وتم تصنيفه بشكل غير دقيق على أنه مقطع فيديو كاذب من عدة سنوات مضت كمثال على عدم موثوقية ملاحظات المجتمع. حسابات مزيفة تتظاهر بأنها تابعة لصحفي من هيئة الإذاعة البريطانية (BBC) وصحيفة جيروزالم بوست، وتروج لمعلومات كاذبة عن الحرب قبل أن يقوم إكس بتعليقها.
في 12 أكتوبر/تشرين الأول، أفاد مشروع الشفافية التقنية أن حماس كانت تستخدم حسابات مميزة على موقع إكس لترويج الدعاية. وقالت شركة إكس إنها حظرت حركة حماس وأزالت مئات الحسابات المرتبطة بحماس.
في 13 أكتوبر، في برنامج ذا وورلد ‏ الإذاعي، أفادت ريبيكا روزمان أن المعلومات المضللة على إكس يتم استغلالها ماليًا من قبل مستخدمين تم التحقق منهم مقابل المال مع تفضيل التوصية بـ«المحتوى الجديد»، مما أدى إلى ملايين المشاهدات.
وبحسب تقرير صادر عن نيوز جارد ‏ في 19 أكتوبر/تشرين الأول، كان المستخدمون الذين تم التحقق منهم ‏ على إكس وراء 74% من أكثر 250 منشورًا تفاعلًا بين 7 و14 أكتوبر/تشرين الأول والتي روجت لمعلومات كاذبة أو غير مؤكدة حول الحرب. وجد نيوز جارد أيضًا أن 79 منشورًا فقط من أصل 250 منشورًا تم وضع علامة عليها بواسطة ملاحظات المجتمع.
في 28 أكتوبر/تشرين الأول، نشر المعلق جاكسون هينكل على موقع إكس أن صحيفة هآرتس أفادت بأن الحكومة الإسرائيلية بالغت في تقدير عدد القتلى في هجوم حماس على إسرائيل عام 2023. وذكرت صحيفة هآرتس أن منشور هينكل «احتوى على أكاذيب صارخة» ولم يتم إثباته من خلال تقريرهم عن الهجوم. وزعم هينكل أيضًا أن صورة الطفل اليهودي الذي أحرقته حماس حيًا في السابع من أكتوبر «تم إنشاؤها بواسطة الذكاء الاصطناعي». تم حذفه لاحقًا من موقع يوتيوب.
زعمت اليوتيوبر السورية مرام سوسلي أن لقطات أظهرت مروحيات عسكرية إسرائيلية تطلق النار على الإسرائيليين الفارين من مذبحة 7 أكتوبر في مهرجان السوبرنوفا، التي نفذتها حركة حماس. ومع ذلك، فقد ظهرت لقطات من الهجمات الإسرائيلية على مواقع حماس في غزة بعد ثلاثة أيام. ونشرت أيضًا صورة لامرأة تحمل سيارة لعبة طفل أسفل درج مبنى مدمر إلى حد كبير، مما يشير إلى أن هذا المبنى في غزة بعد الهجمات الإسرائيلية. الصورة في الواقع صورة حائزة على جائزة تم التقاطها في حمص أثناء الحرب الأهلية السورية.
توصل تحقيق أجرته بروبابليكا ومركز تو للصحافة الرقمية التابع لجامعة كولومبيا إلى أن الحسابات الموثقة التي تروج لمعلومات مضللة حول الصراع شهدت نموًا كبيرًا في جمهورها خلال الشهر الأول من الصراع، وأن ملاحظات المجتمع فشلت في التوسع بشكل كافٍ، حيث لم يتم توضيح 80٪ من التغريدات التي تم فضحها والتي تمت مراجعتها بملاحظة.

### تيك توك
في 12 أكتوبر، حذر الاتحاد الأوروبي تيك توك من المحتوى غير القانوني والمعلومات المضللة على منصته. في 15 أكتوبر، أعلنت شركة تيك توك أنها اتخذت إجراءات لإزالة «المحتوى والحسابات المخالفة». وقالت أيضًا إنها أنشأت مركز قيادة للصراع، وقامت بتحديث أنظمة الكشف الآلية لديها للكشف عن المحتوى العنيف، وأضافت مشرفين يتحدثون العربية والعبرية. وقد تمت مشاهدة مقطع فيديو على تيك توك يروج لنظريات المؤامرة القائلة بأن هجوم حماس كان من تدبير وسائل الإعلام أكثر من 300 ألف مرة.
بحلول منتصف نوفمبر 2023، زعم النائب الجمهوري الأمريكي مايك غالاغر أن تيك توك «يغسل أدمغة» الشباب الأمريكي عمدًا لدعم حماس، مشيرًا إلى الارتفاع الحاد في المحتوى المؤيد لفلسطين في أعقاب اندلاع الأعمال العدائية بين إسرائيل وحماس. ردًا على الانتقادات، أصدر تيك توك بيانًا صحفيًا في 20 نوفمبر / تشرين الثاني يؤكد أن الأمريكيين الأصغر سنًا، وخاصة جيل الألفية والجيل Z، يميلون إلى التعاطف مع الفلسطينيين أكثر من تعاطفهم مع إسرائيل، مستشهدًا ببيانات استطلاع غالوب التي يعود تاريخها إلى عام 2010. وزعمت شركة تيك توك أيضًا أن خوارزميتها لم تنحاز إلى أي طرف بل تعمل في حلقة ردود فعل إيجابية تعتمد على تفاعل المستخدم. ونفت الشركة أيضًا تفضيل «جانب واحد من القضية على الآخر» أو الترويج بشكل متعمد لوسوم مؤيدة للفلسطينيين مثل «#freepalestine»، والتي جذبت 25.5 مليار مشاهدة بحلول 14 نوفمبر. وبالمقارنة، اجتذبت حملة «#standwithisrael» 440.4 مليون مشاهدة. وذكر بيان صحفي صادر عن تيك توك أيضًا أنه قام بإزالة 925 ألف مقطع فيديو مرتبط بالصراع لانتهاكها معايير المجتمع، بما في ذلك الترويج لحماس، وقام بتعيين مشرفين يجيدون اللغتين العربية والعبرية لتحليل المحتوى، وبدأ في إزالة الحسابات المزيفة التي تم إنشاؤها ردًا على الصراع بين إسرائيل وحماس.
وفقًا لتقرير ذا ماركر، كانت الدعاية النازية الجديدة والمحتوى المعادي للسامية والدعوات إلى تدمير إسرائيل منتشرة على تيك توك طوال الحرب.

### تيليجرام
وكان لدى كتائب القسام، الجناح العسكري لحركة حماس، نحو 200 ألف متابع على تطبيق تيليجرام وقت هجوم حماس. وفقًا لمختبر أبحاث الطب الشرعي الرقمي، تضاعف عدد متابعيها ثلاث مرات منذ ذلك الحين، حيث تمت مشاهدة منشوراتها أكثر من 300،000 مرة. توصل مختبر أبحاث الطب الشرعي الرقمي إلى أن حماس تعتمد على تطبيق تيليجرام لإرسال البيانات إلى مؤيديها.
وبحسب المحلل السياسي والباحث أرييه كوفلر، فإن العديد من الإسرائيليين يتابعون قنوات تيليجرام التي تبدو رسمية، والتي تشارك مقاطع فيديو خارج السياق وشائعات غير مؤكدة.
وفي بيان لها، قالت شركة تيليجرام إنها «تقوم بتقييم أفضل الأساليب و... تطلب مدخلات من مجموعة واسعة من الأطراف الثالثة» وأنها ترغب في «الحرص على عدم تفاقم الوضع الخطير بالفعل من خلال أي إجراءات متسرعة».

## التأثير
في أكتوبر 2023، صرحت شركة بوهيميا إنتراكتيف، مطورة لعبة آرما 3، في بيان: «مع الأحداث المأساوية التي تشهدها منطقة الشرق الأوسط حاليًا، نرى من الضروري إعادة نشر بياننا بشأن استخدام آرما 3 كمصدر للقطات إخبارية كاذبة. من المؤسف أن نرى اللعبة التي نحبها جميعًا تُستخدم بهذه الطريقة. ورغم أننا وجدنا طرقًا لمعالجة هذه المشكلة بفعالية إلى حد ما من خلال التعاون الوثيق مع وكالات التحقق من صحة المعلومات الرائدة، إلا أننا للأسف لا نستطيع الحد منها تمامًا.»
في نوفمبر 2023، قال الرئيس التنفيذي لمركز مكافحة الكراهية الرقمية عمران أحمد إن المعلومات المضللة حول الحرب كان من الصعب تتبعها مثل المعلومات المضللة حول كوفيد-19 والمعلومات المضللة حول الانتخابات الرئاسية الأمريكية لعام 2020.
في يناير 2024، قال الرئيس التنفيذي لشركة ماكدونالدز كريس كيمبزينسكي ‏، «تشهد العديد من الأسواق في الشرق الأوسط وبعض الأسواق خارج المنطقة تأثيرًا تجاريًا كبيرًا بسبب الحرب والمعلومات المضللة المرتبطة بها والتي تؤثر على العلامات التجارية مثل ماكدونالدز». بدأت المقاطعات بعد أن أعلنت ماكدونالدز إسرائيل أنها تبرعت بوجبات مجانية لجنود جيش الاحتلال الإسرائيلي المشاركين في الحرب.
في فبراير 2024، صرّح إليوت هيغينز، مؤسس بيلينغكات، قائلاً: «أعتقد أن حدة الخطاب الإلكتروني حول إسرائيل وفلسطين أسوأ بكثير مما رأيته في أيٍّ من الصراعات. فالناس لا يسعون إلى إثبات الحقيقة في كثير من الحالات، بل يبحثون ببساطة عن مواضيع يتبادلون فيها الاتهامات عبر الإنترنت. الأمر في الواقع يتعلق بأشخاص يتجادلون حول مواقفهم وآرائهم، دون إثبات الحقيقة الدقيقة لما يحدث.»
وفي حديثه عن قرار إسرائيل بعدم السماح للصحفيين الأجانب بدخول غزة، صرح الأمين العام للأمم المتحدة أنطونيو غوتيريش قائلاً: «إن منع الصحفيين الدوليين من دخول غزة يسمح بتفشي المعلومات المضللة والروايات الكاذبة». وصرح مدير التكنولوجيا في معهد الحوار الاستراتيجي ‏ قائلاً: «إن تآكل المشهد الإعلامي يقوض قدرة الجماهير على التمييز بين الحقيقة والزيف على نطاق رهيب».

## الملاحظات
1. ↑  لم يُروَّج للادعاءات الكاذبة بقطع رؤوس الأطفال في هجوم حماس من قِبَل المدنيين الإسرائيليين أو متطوعي الإنقاذ فحسب، بل من قِبَل الحكومة أيضًا. وقد صرّحت صحيفة لوموند: «لم تفعل إسرائيل شيئًا لمحاربتها، بل حاولت استغلالها أكثر من إنكارها، مما غذى اتهامات بالتلاعب الإعلامي.»[129]

## وصلات خارجية
- سيل من المعلومات المضللة يؤثر على وجهات النظر حول الصراع بين إسرائيل وغزة. واشنطن بوست. (بالإنجليزية)
- خبير في بي بي سي يفند صور الحرب بين إسرائيل وحماس: «حجم المعلومات المضللة على تويتر يتجاوز أي شيء رأيته في حياتي» (بالإنجليزية)